# Air Corsica
Air Corsica (офіційна назва Compagnie Aérienne Corse Méditerranée S. A. E. M., раніше CCM Airlines) — французька авіакомпанія, що здійснює регіональні авіаперевезення між островом Корсика і материковою Францією. Базується в аеропорту Аяччо імені Наполеона Бонапарта. Штаб-квартира авіакомпанії також розташована в місті Аяччо.
Авіакомпанія знаходиться в спільній власності у Територіального органу Корсики (60.37%), холдингу Air France-KLM (11.94%), банку Crédit Agricole (7.55%), компанії SNCM (6.68%) і шести інвесторів. На березень 2007 року штат компанії становив 653 працівника.

## Історія
Авіакомпанія була створена 1 січня 1989 року під назвою Compagnie Corse Mediterranee. Це був перший авіаперевізник Корсики. У листопаді 2000 року компанія змінила назву на CCM Airlines, а з жовтня 2010 року стала називатися Air Corsica.

## Напрямки

### Діючі напрямки
Бельгія
- Шарлеруа — Брюссель-Шарлеруа

Франція
- Аяччо — Аяччо (аеропорт)
- Бастія — Бастія (аеропорт)
- Кальві — Кальві (аеропорт)
- Клермон-Ферран — Клермон-Ферран (аеропорт) Сезонний
- Доль — Доль-Жура (аеропорт) Сезонний
- Фігарі — Фігарі (аеропорт)
- Ліон — Ліон (аеропорт)
- Марсель — Марсель (аеропорт)
- Нант — Нант (аеропорт) Сезонний
- Ніцца — Ніцца (аеропорт)
- Париж — Париж-Орлі
- Тулон — Тулон (аеропорт) Сезонний
- Тулуза — Тулуза (аеропорт)

Велика Британія
- Лондон — Лондон-Станстед

### Скасовані напрямки
Бельгія
- Льєж — Льєж (аеропорт)

### Код-шерінг
«Air Corsica» має угоди про код-шерінг з такими авіакомпаніями:
- Air France
- Alitalia
- HOP!

## Флот

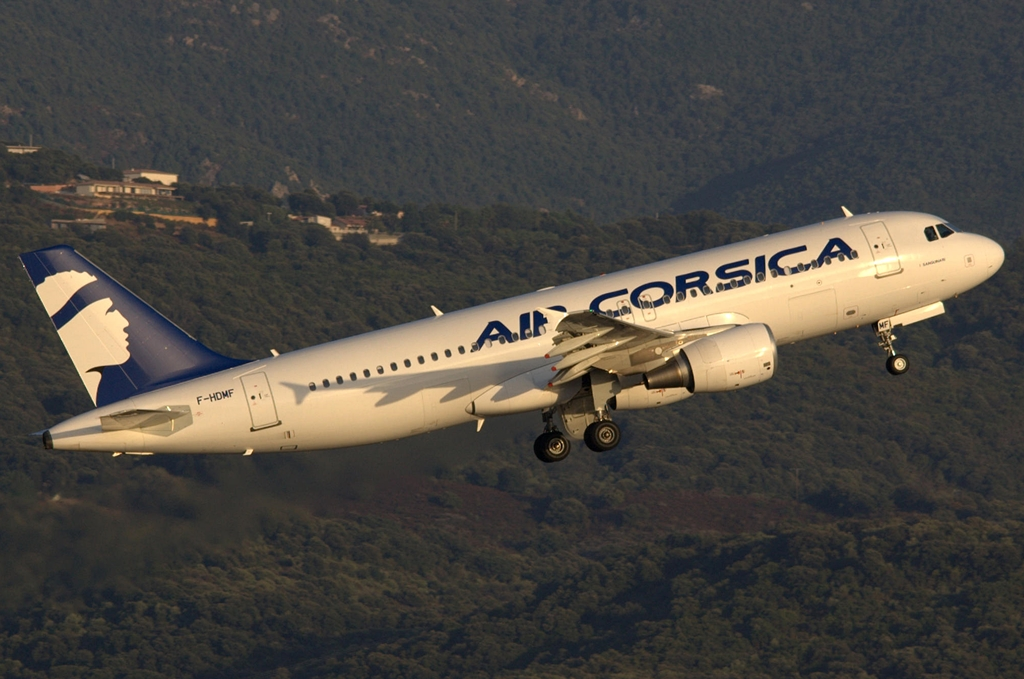
Air Corsica Airbus A320

Флот Air Corsica на серпень 2017:
| Тип             | В дії | Замовлено | Пасажири | Примітки |
| --------------- | ----- | --------- | -------- | -------- |
| Airbus A320-200 | 6     | —         | 180      |          |
| ATR 72-500      | 5     | —         | 70       |          |
| Разом           | 11    | —         |          |          |